# Латунов Іван Сергійович
Іван Сергійович Латунов (13 жовтня 1906, село Студенци Ніколаєвського повіту Самарської губернії, тепер Хворостянського району Самарської області, Російська Федерація — травень 1970, місто Москва) — радянський державний діяч, 1-й секретар Архангельського і Волгоградського обласних комітетів КПРС, голова Архангельського облвиконкому. Член ЦК КПРС у 1952—1961 роках. Депутат Верховної ради РРФСР 2-го скликання. Депутат Верховної ради СРСР 3—5-го скликань.

## Життєпис
Народився в селянській родині. Навчався в школі. До 1927 року працював у господарстві батька.
З 1927 по 1930 рік — студент робітничого факультету.
Член ВКП(б) з 1930 року.
У 1930—1935 роках — студент Уральського лісотехнічного інституту.
У серпня по жовтень 1935 року працював інженером-технологом заводу «Червона зірка» міста Кірове (Кіровограда).
У жовтні 1935 — жовтні 1936 року — в Червоній армії. Служив у 1-му окремому понтонному полку РСЧА в місті Києві.
З жовтня 1936 по лютий 1938 року — інженер-технолог, начальник відділу праці та якості заводу № 164 міста Сизрані Куйбишевської області.
У лютому 1938 — вересні 1939 року — 1-й секретар Сизранського міського комітету ВКП(б) Куйбишевської області.
У вересні 1939 — лютому 1940 року — відповідальний організатор Управління кадрів ЦК ВКП(б).
У лютому 1940 — липні 1941 року — 2-й секретар Архангельського обласного комітету ВКП(б).
У липні 1941 — січні 1946 року — в Червоній армії, учасник німецько-радянської війни. Служив заступником начальника політичного відділу 38-ї армії Воронезького, 1-го Українського фронтів. У березні 1945 року отримав важке поранення, лікувався у військових госпіталях.
У лютому — листопаді 1946 року — 2-й секретар Архангельського обласного комітету ВКП(б).
19 листопада 1946 — 23 вересня 1948 року — голова виконавчого комітету Архангельської обласної ради депутатів трудящих.
У липні — грудні 1948 року — завідувач відділу кадрів лісової промисловості Управління кадрів ЦК ВКП(б), завідувач сектора лісової і паперової промисловості ЦК ВКП(б).
У грудні 1948 — листопаді 1955 року — 1-й секретар Архангельського обласного комітету ВКП(б) (КПРС).
2 листопада 1955 — 29 листопада 1960 року — 1-й секретар Вологодського обласного комітету КПРС.
З листопада 1960 року — в апараті ЦК КПРС, радник при Раді міністрів Російської РФСР.
Потім — персональний пенсіонер союзного значення в місті Москві.
Помер у травні 1970 року в Москві. Похований на Новодівочому цвинтарі Москви.

## Звання
- підполковник
- полковник

## Нагороди
- орден Леніна (13.09.1956)
- два ордени Червоного Прапора (9.04.1943; 17.03.1945)
- орден Вітчизняної війни І ст. (30.08.1944)
- орден Трудового Червоного Прапора (5.10.1957)
- орден Червоної Зірки (25.03.1943)
- медаль «За перемогу над Німеччиною у Великій Вітчизняній війні 1941—1945 рр.»
- медаль «За трудову відзнаку»
- медаль «За трудову доблесть»
- медалі